# Sub ce regim trăim!
Sub ce regim trăim! este o operă literară scrisă de Ion Luca Caragiale. 